# Richard Layard, barone Layard
Peter Richard Grenville Layard, barone Layard (15 marzo 1934), è un economista britannico del lavoro e professore emerito presso la London School of Economics (LSE) di Londra. È membro come Pari a vita della Camera dei lord dal 2000.

## Biografia
Figlio del psicologo John Layard e dell'antropologa Doris Dunn, ha studiato all'Eton College, storia  al King's College, Università di Cambridge, e ha poi lavorato come insegnante e ricercatore presso il Robbins Committee on Higher Education. Dopo aver studiato economia presso la London School of Economics, ha lavorato come docente accademico presso la LSE (dal 1980 fino al suo pensionamento nel 1999 come professore) e come consulente per varie organizzazioni ed enti governativi. Le riforme del mercato del lavoro di Tony Blair si basavano in parte sulle sue proposte.
Si è specializzato nell'istruzione ed economia del lavoro. Negli ultimi anni si è sforzato di incorporare la conoscenza della ricerca sulla felicità nell'economia.
Il 3 maggio 2000 è stato elevato a pari come Barone Layard, di Highgate nel quartiere londinese di Haringey, e da allora è membro del Partito Laburista alla Camera dei lord.
Nel 2010 Layard ha fondato il movimento sociale "Action for Happiness" insieme a Geoff Mulgan e Anthony Seldon in Gran Bretagna, che si impegna a costruire una società più felice e più premurosa in tutto il mondo.
Layard è sposato con Molly Meacher, che è stata anch'essa elevata a pari a vita come Baronessa Meacher nel 2006. È ricercatore presso l'Institut zur Zukunft der Arbeit (IZA), da cui ha ricevuto il 2008 IZA Prize in Labor Economics.